# 杨子华

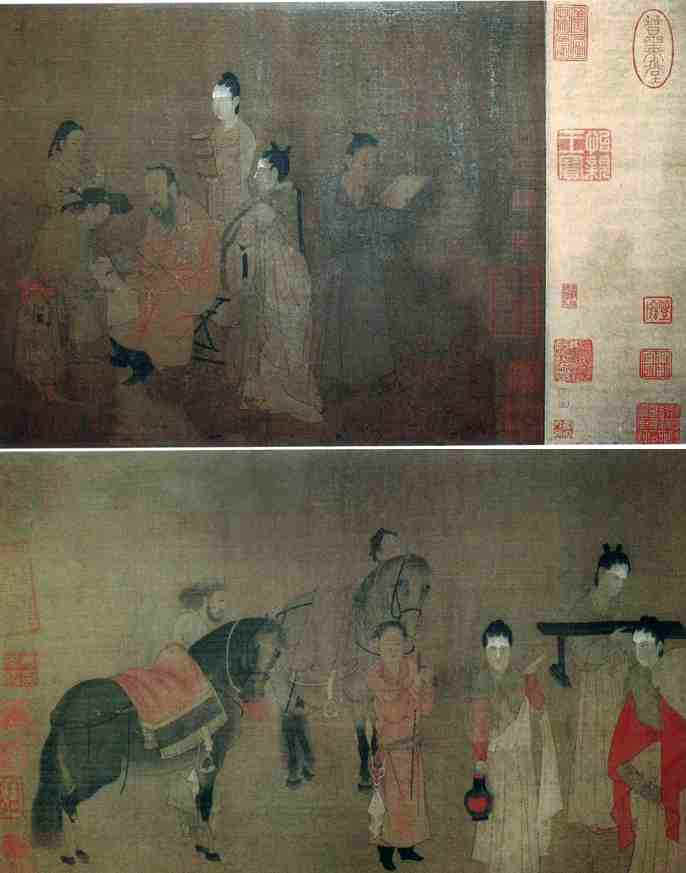
北齐校书图

杨子华（?—?），北齐画家，是北齐世祖高湛的爱臣，北齐世祖时（561年－565年）任直阁将军、员外散骑常侍。善画贵族人物、宫苑、车马，所画马尤其生动逼真，据传他在壁上所画马甚至引起观者夜间听到马索水草而嘶鸣的幻觉。时有“画圣”之称。北齐世祖使其供职宫廷，非有诏不得与外人画，成为专门的御用画家。他所画人物形象丰满圆润，有别于顾恺之的“秀滑清丽”，他的画风影响到唐代，具有承前启后的历史地位。
现存《北齐校书图》（美国波士顿美术馆，系宋代摹本），纵29.3厘米，横122.7厘米，这图卷所画的是北齐天保七年（556年）文宣帝高洋命樊逊和文士高乾和等11人负责刊定国家收藏的《五经》诸史的情景。画中人物其神情均极生动。此图用笔细劲流动，细节描写神情精微。设色简易标美。

## 图集

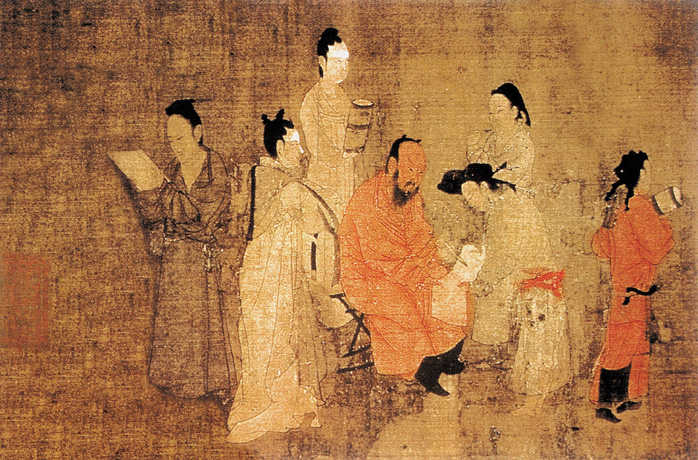
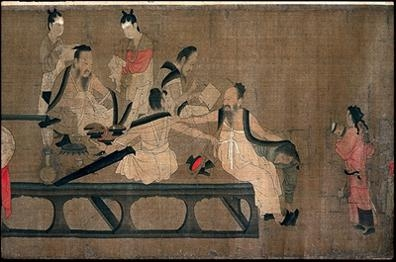
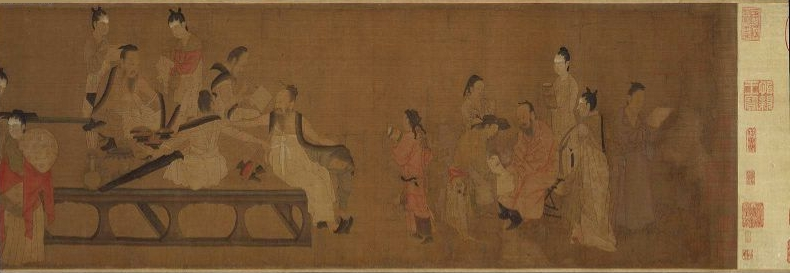